# ويليام هنري بروير
ويليام هنري بروير (بالإنجليزية: William Henry Brewer)‏ هو مستكشف وعالم نبات وكيميائي وجيولوجي أمريكي، ولد في 14 سبتمبر 1828 في بكبسي في الولايات المتحدة، وتوفي في 2 نوفمبر 1910 في نيو هيفن في الولايات المتحدة.